# جون بومان (موسيقي)
جون بومان (بالإنجليزية: Jon Bauman)‏ هو موسيقي أمريكي، ولد في 14 سبتمبر 1947 في بروكلين في الولايات المتحدة.

## وصلات خارجية
- جون بومان على موقع IMDb (الإنجليزية)
- جون بومان على موقع ميوزك برينز (الإنجليزية)
- جون بومان على موقع قاعدة بيانات الفيلم (الإنجليزية)